# Jaguares (rugby à XV)
Ne doit pas être confondu avec Équipe des Jaguars d'Amérique du Sud de rugby à XV, sélection sud-américaine sur invitation.
Ne doit pas être confondu avec Équipe des Jaguars d'Argentine de rugby à XV, réserve de l'équipe nationale d'Argentine.
Pour les articles homonymes, voir Jaguar (homonymie).
Maillots
Actualités
Les Jaguares sont une franchise de rugby argentine, basée a Buenos Aires.
La franchise représente l'Argentine entre 2016 et 2020 en Super Rugby, puis de 2021 à 2022 en Súperliga Americana de Rugby.
Les Jaguares évoluent à domicile au stade José Amalfitani.

## Histoire
Le 30 novembre 2007, à la suite de la troisième place obtenue par l'équipe d'Argentine en coupe du monde, et au vu de ses performances régulières au plus haut niveau, un forum de l'International Rugby Board dresse un plan de route en vue de son incorporation dans le Tri-nations à un horizon de quatre ans.
En 2010, la Fédération argentine de rugby à XV (UAR) décide de créer une équipe professionnelle appelée Pampas XV. Cette équipe participe à la compétition sud-africaine Vodacom Cup entre 2010 et 2013 et la remporte dès la deuxième saison, en finissant la saison invaincue.
Le 8 novembre 2011, les Pumas sont officiellement intégrés à l'ancien Tri-Nations, qui devient The Rugby Championship. Ils affrontent donc chaque année depuis 2012 l'Australie, l'Afrique du Sud et la Nouvelle-Zélande dans le cadre de cette compétition.
En 2013, l´équipe professionnelle de la UAR, les Pampas XV, se retirent de la Vodacom Cup pour participer à la Pacific Rugby Cup. Elle remporte les deux saisons auxquelles elle a participé.
En 2013, le CEO de la SANZAR, Greg Peters annonce que le Super 15 sera agrandi et que l'une des trois nouvelles franchise sera argentine. En 2016, Greg Peters quitte la SANZAR pour diriger la franchise argentine.
Pour améliorer la progression de l'équipe d'Argentine, de nouveau demi-finaliste de la Coupe du monde en 2015 passe par la création d'une franchise composée de ses joueurs internationaux appelée à disputer le championnat international Super Rugby à partir de 2016.
À la suite du départ des franchises sud-africaines du Super Rugby, le championnat décide de se recentrer sur l'Australie et la Nouvelle-Zélande. Les Jaguares sont donc sans championnat où évoluer à partir de 2020. La fédération argentine décide alors de leur attribuer une place en Súperliga Americana de Rugby à partir de la saison 2021, à la place des Ceibos. L'équipe évoluera sous le nom de Jaguares XV. L'équipe sera entraînée par Ignacio Fernández Lobbe. L'équipe termine la saison invaincue, et remporte la finale face au Peñarol Rugby sur le score de 36 à 28.
La participation des Jaguares n'est pas reconduite pour l'édition 2023, alors que la compétition sud-américaine est remaniée et s'ouvre au reste du continent américain.

## Identité

### Nom
Le nom des Jaguares a été choisi comme clin d’œil à l'emblème de l'équipe d'Argentine, qui est un jaguar. Le jaguar a été confondu avec un puma par des journalistes sud-africains durant un test-match des Argentins en Afrique du Sud en 1965. Avec le temps l'appellation Pumas est devenue légendaire.
Selon le site internet de la franchise argentine, le nom Jaguares a également été choisi car il s'agit d'un animal très représentatif d'Argentine et de la région. Le jaguar est également considéré un animal qui possède une grande intelligence, astuce, habilité et puissance. Son instinct aigu et son intelligence en font le symbole idéal de l'équipe.

### Couleurs et maillots
Les couleurs des Jaguares sont les mêmes que sur leur logo : l'orange et le noir.
Ces couleurs sont rappelés dans les maillots domicile (orange) et extérieur (noir) de la saison de Super Rugby 2015-2016.

### Logo
Un nouveau logo est instauré à compter de la saison 2019. En 2023, la Fédération argentine simplifie son logo afin de pouvoir mettre l'accent sur chacune de ses sélections nationales et équipes représentatives en leur dédiant pour chacune une identité visuelle spécifique.

Évolution du logo
Logo de 2015 au 3 décembre 2018.
Logo du 4 décembre 2018 au 17 avril 2023.
Logo instauré le 17 avril 2023.

## Parcours en compétition

### Parcours en Super Rugby
| Saison | Place | MJ | V  | N | D  | PM  | PE  | Diff | PB | Pts | Commentaires                              |
| ------ | ----- | -- | -- | - | -- | --- | --- | ---- | -- | --- | ----------------------------------------- |
| 2016   | 13e   | 15 | 4  | 0 | 11 | 376 | 427 | -51  | 6  | 22  |                                           |
| 2017   | 10e   | 15 | 7  | 0 | 8  | 404 | 386 | +18  | 5  | 33  |                                           |
| 2018   | 7e    | 16 | 9  | 0 | 7  | 409 | 418 | -9   | 2  | 38  | Défaite en quart-de-finale face aux Lions |
| 2019   | 2e    | 16 | 11 | 0 | 5  | 461 | 352 | +109 | 7  | 51  | Défaite en finale face aux Crusaders      |

### Parcours en Súperliga Americana
| Saison | Phase régulière | Phase régulière | Phase régulière | Phase régulière | Phase régulière | Phase régulière | Phase régulière | Phase régulière | Phase régulière | Phase finale   |
| Saison | Place           | MJ              | V               | N               | D               | PM              | PE              | Diff            | Pts             | Phase finale   |
| ------ | --------------- | --------------- | --------------- | --------------- | --------------- | --------------- | --------------- | --------------- | --------------- | -------------- |
| 2021   | 1re             | 10              | 10              | 0               | 0               | 571             | 137             | +434            | 50              | Champion       |
| 2022   | 3e              | 10              | 6               | 0               | 4               | 322             | 210             | +112            | 31              | Demi-finaliste |

## Effectif

### Effectif Súperliga Americana de Rugby 2021
| Nom                      | Poste            | Date de naissance | Nationalité sportive | Sélections (PM) | Club                          | Club précédent | Année d'arrivée au club |
| ------------------------ | ---------------- | ----------------- | -------------------- | --------------- | ----------------------------- | -------------- | ----------------------- |
| Ignacio Ruiz             | Talonneur        | 3 janvier 2001    | Argentine            | -               | Regatas Bella Vista           | Débuts au club | 2021                    |
| Beltran Salese           | Talonneur        | ?                 | Argentine            | -               | Club Newman                   | Débuts au club | 2021                    |
| Martin Vaca              | Talonneur        | ?                 | Argentine            | -               | Jockey Club de Villa María    | Débuts au club | 2021                    |
| Bautista Bernasconi      | Pilier           | ?                 | Argentine            | -               |                               | Débuts au club | 2021                    |
| Francisco Minervino      | Pilier           | 5 février 1999    | Argentine            | -               | Lujan RC                      | Ceibos         | 2021                    |
| Joel Sclavi              | Pilier           | 25 juin 1994      | Argentine            | -               | Pueyrredon RC                 | SA XV          | 2020                    |
| Luciano Torres           | Pilier           | ?                 | Argentine            | -               | Lujan RC                      | Débuts au club | 2021                    |
| Federico Wegrzyn         | Pilier           | 8 janvier 1996    | Argentine            | 0 (0)           | Club San Luis                 | Ceibos         | 2021                    |
| Juan Pablo Zeiss         | Pilier           | 2 août 1989       | Argentine            | 6 (0)           | Los Matreros                  | Débuts au club | 2018                    |
| Rodrigo Fernandez Criado | Deuxième ligne   | 18 mars 1998      | Argentine            | 0 (0)           | Belgrano Athletic Club        | Ceibos         | 2021                    |
| Federico Gutiérrez       | Deuxième ligne   | 13 juin 1992      | Argentine            | -               | La Tablada Rugby Club         | Olimpia Lions  | 2021                    |
| Franco Molina            | Deuxième ligne   | 28 août 1997      | Argentine            | -               | Jockey Club Córdoba           | Ceibos         | 2021                    |
| Pedro Rubiolo            | Deuxième ligne   | ?                 | Argentine            | -               | CRAR de Rafaela               | Débuts au club | 2021                    |
| Lautaro Bavaro           | Troisième ligne  | 9 avril 1994      | Argentine            | -               | Hindú Club                    | Ceibos         | 2021                    |
| Tomas Bernasconi         | Troisième ligne  | ?                 | Argentine            | -               | La Plata RC                   | Débuts au club | 2021                    |
| Juan Martín González     | Troisième ligne  | 14 novembre 2000  | Argentine            | -               | Marista RC                    | Débuts au club | 2021                    |
| Francisco Gorrissen      | Troisième ligne  | 30 août 1994      | Argentine            | 1 (0)           | Belgrano Athletic Club        | Débuts au club | 2019                    |
| Joaquin Oviedo           | Troisième ligne  | 17 juillet 2001   | Argentine            | 0 (0)           | Córdoba Athletic Club         | Débuts au club | 2021                    |
| Santiago Ruiz            | Troisième ligne  | 12 octobre 1998   | Argentine            | -               | Regatas Bella Vista           | Ceibos         | 2021                    |
| Felipe Ezcurra           | Demi de mêlée    | 15 avril 1993     | Argentine            | 8 (0)           | Hindú Club                    | Débuts au club | 2016                    |
| Rafael Iriarte           | Demi de mêlée    | ?                 | Argentine            | -               | CUBA                          | Débuts au club | 2021                    |
| Tomás Albornoz           | Demi d'ouverture | 17 septembre 1997 | Argentine            | 0 (0)           | Tucuman RC                    | Ceibos         | 2021                    |
| Teo Castiglioni          | Demi d'ouverture | 25 mai 1997       | Argentine            | -               | Gimnasia y Esgrima de Rosario | Débuts au club | 2019                    |
| Martin Elias             | Demi d'ouverture | 16 octobre 1996   | Argentine            | -               | Atlético del Rosario          | Ceibos         | 2021                    |
| Tomas Cubilla            | Centre           | 7 février 1998    | Argentine            | -               | Alumni                        | Ceibos         | 2021                    |
| Juan Pablo Castro        | Centre           | 20 avril 1999     | Argentine            | -               | San Juan RC                   | Débuts au club | 2019                    |
| Santiago Chocobares      | Centre           | 31 mars 1999      | Argentine            | -               | Duendes RC                    | Débuts au club | 2019                    |
| Agustin Segura           | Centre           | 21 mars 1998      | Argentine            | -               | Catamarca RC                  | Ceibos         | 2021                    |
| Martin Cancelliere       | Ailier           | 1er juin 1992     | Argentine            | -               | Hindú Club                    | Ceibos         | 2021                    |
| Sebastián Cancelliere    | Ailier           | 17 septembre 1993 | Argentine            | 9 (5)           | Hindú Club                    | Débuts au club | 2018                    |
| Tomas Malanos            | Ailier           | 4 juillet 1997    | Argentine            | -               | Atlético del Rosario          | Débuts au club | 2021                    |
| Juan Bautista Daireaux   | Arrière          | 23 juin 1998      | Argentine            | -               | Club Newman                   | Ceibos         | 2021                    |
| Geronimo Prisciantelli   | Arrière          | 23 août 1999      | Argentine            | -               | CA San Isidro                 | Débuts au club | 2021                    |

### Encadrement
- Ignacio Fernández Lobbe
- Julio García (avants)
- Juan de la Cruz Fernandez Miranda (arrières)

## Liste des entraîneurs
| Saison(s)   | Entraîneur en chef      | Entraîneur adjoints                                                 | Palmarès                                 |
| ----------- | ----------------------- | ------------------------------------------------------------------- | ---------------------------------------- |
| 2016        | Raul Perez              | Felipe Contepomi José Pellicena Martín Gaitán                       |                                          |
| 2017        | Raul Perez              | José Pellicena Martín Gaitán                                        |                                          |
| 2018        | Mario Ledesma           | Nicolás Fernández Miranda Martín Gaitán                             |                                          |
| 2019        | Gonzalo Quesada         | Andrés Bordoy (avants) Juan de la Cruz Fernandez Miranda (arrières) | Finaliste du Super Rugby 2019            |
| Depuis 2021 | Ignacio Fernández Lobbe | Julio García (avants) Juan de la Cruz Fernandez Miranda (arrières)  | Vainqueur de la Súperliga Americana 2021 |